# Landkreis Görlitz
Landkreis Görlitz (sorbiska: Wokrjes Zhorjelc) är det östligaste administrativa distriktet (tyska: Landkreis) i förbundslandet Sachsen och även i hela Tyskland. Denna landkreis utgör det hörn av Tyskland som gränsar mot Polen i öster och mot Tjeckien i söder. Distriktet ligger i östra delen av landskapet Oberlausitz och tillhör även Euroregion Neisse. Större städer är centralorten Görlitz samt Weisswasser, Niesky, Löbau och Zittau.
Landkreis Görlitz bildades den 1 augusti 2008 genom sammanslagning av de tidigare distrikten Niederschlesischer Oberlausitzkreis och Landkreis Löbau-Zittau med staden Görlitz som fram till denna tidpunkt var distriktfri.

## Städer och kommuner
(Invånarantal från 2014, officiella sorbiska namn kursiverade)
| Städer 1. Bad Muskau (Mužakow; 3661) 2. Bernstadt auf dem Eigen (3469) 3. Ebersbach-Neugersdorf (12 713) 4. Görlitz, huvudort och Grosse Kreisstadt (54 193) 5. Herrnhut (6220) 6. Löbau, Grosse Kreisstadt (15 288) 7. Neusalza-Spremberg (3393) 8. Niesky, Grosse Kreisstadt (9526) 9. Ostritz (2416) 10. Reichenbach/O.L. (5025) 11. Rothenburg/Oberlausitz (4760) 12. Seifhennersdorf (3820) 13. Weißwasser/O.L., Grosse Kreisstadt (Běła Woda; 17 074) 14. Zittau, Grosse Kreisstadt (25 792) Kommunalförbund med kommuner - Verwaltungsgemeinschaft Bad Muskau med Bad Muskau och Gablenz - Verwaltungsgemeinschaft Bernstadt/Schönau-Berzdorf med Bernstadt auf dem Eigen (centralort) och Schönau-Berzdorf auf dem Eigen - Verwaltungsverband Diehsa med Hohendubrau, Mücka, Quitzdorf am See och Waldhufen (centralort) - Verwaltungsgemeinschaft Grossschönau-Hainewalde med Grossschönau (centralort) och Hainewalde - Verwaltungsgemeinschaft Löbau med Grossschweidnitz, Lawalde, Löbau och Rosenbach - Verwaltungsgemeinschaft Neusalza-Spremberg med Dürrhennersdorf, Neusalza-Spremberg och Schönbach - Verwaltungsgemeinschaft Olbersdorf med Bertsdorf-Hörnitz, Jonsdorf, Olbersdorf och Oybin - Verwaltungsgemeinschaft Oppach-Beiersdorf med Beiersdorf och Oppach (centralort) - Verwaltungsgemeinschaft Reichenbach/Oberlausitz med Königshain, Reichenbach/Oberlausitz och Vierkirchen - Verwaltungsgemeinschaft Rietschen med Kreba-Neudorf und Rietschen - Verwaltungsgemeinschaft Rothenburg/Oberlausitz med Hähnichen och Rothenburg/Oberlausitz - Verwaltungsgemeinschaft Schleife med Gross Düben, Schleife och Trebendorf - Verwaltungsverband Weisser Schöps/Neisse med Horka, Kodersdorf (centralort), Neisseaue och Schöpstal - Verwaltungsgemeinschaft Weisswasser/Oberlausitz med Weisskeissel och Weisswasser/Oberlausitz | Kommuner 1. Beiersdorf (1155) 2. Bertsdorf-Hörnitz (2175) 3. Boxberg/O.L. (Hamor; 4675) 4. Dürrhennersdorf (1007) 5. Gablenz (Jabłońc; 1630) 6. Groß Düben (Dźěwin; 1086) 7. Großschönau (5692) 8. Großschweidnitz (1326) 9. Hähnichen (1293) 10. Hainewalde (1553) 11. Hohendubrau [Centralort: Weigersdorf] (Wysoka Dubrawa; 1960) 12. Horka (1824) 13. Jonsdorf, kurort (1635) 14. Kodersdorf (2526) 15. Königshain (1192) 16. Kottmar (7642) 17. Krauschwitz (Krušwica; 3549) 18. Kreba-Neudorf (Chrjebja-Nowa Wjes; 892) 19. Lawalde (1921) 20. Leutersdorf (3706) 21. Markersdorf (3993) 22. Mittelherwigsdorf (3638) 23. Mücka (Mikow; 1003) 24. Neisseaue [Centralort: Gross Krauscha] (1746) 25. Oderwitz (5257) 26. Olbersdorf (5155) 27. Oppach (2454) 28. Oybin (1457) 29. Quitzdorf am See [Centralort: Kollm] (1317) 30. Rietschen (Rěčicy; 2606) 31. Rosenbach (1631) 32. Schleife (Slepo; 2659) 33. Schönau-Berzdorf auf dem Eigen (1493) 34. Schönbach (1152) 35. Schöpstal [Centralort: Ebersbach] (2456) 36. Trebendorf (Trjebin; 944) 37. Vierkirchen [Centralort: Melaune] (1712) 38. Waldhufen [Sitz: Jänkendorf] (2460) 39. Weisskeissel (Wuskidź; 1266) |

1. ↑  hämtat från: tjeckiskspråkiga Wikipedia.[källa från Wikidata]
2. ↑  Bevölkerung des Freistaates Sachsen jeweils am Monatsende ausgewählter Berichtsmonate nach Gemeinden (på tyska), Statistisches Landesamt des Freistaates Sachsen, 6 september 2024, läs online, läst: 15 september 2024.[källa från Wikidata]